# Ron Perduss
Ron Perduss (* 1976 in Berlin) ist ein deutscher Journalist und Moderator.

## Leben und Karriere
Ron Perduss wuchs in Berlin-Friedrichshain auf und schloss 1995 eine Ausbildung zum Bankkaufmann ab. Nachdem er einige Jahre in diesem Beruf tätig gewesen war, absolvierte er 1999 ein Volontariat als Radiojournalist beim privaten Radiosender Berliner Rundfunk 91.4. Dort war er nach seinem Volontariat als Redakteur, Moderator und Chef vom Dienst tätig. Von 2007 bis 2010 war Perduss Geschäftsführer seiner Radioproduktionsfirma Bread and Stones.
Von 2012 bis 2016 war Perduss Redakteur beim Rundfunk Berlin-Brandenburg. Dort war er hauptsächlich für Verbraucherthemen zuständig und fungierte auch als Radio- und Fernsehmoderator. Für die Projektleitung der Programmaktion Der Sonderzug nach Pankow erhielt er 2015 den Deutschen Radiopreis in der Kategorie Beste Programmaktion. Als Verbraucherjournalist trat er zudem regelmäßig als Experte bei verschiedenen privaten und öffentlich-rechtlichen Radio- und Fernsehsendern auf.
2016 kehrte Perduss als Programmchef zum Berliner Rundfunk 91.4 zurück. Er moderierte dort zudem die Morgensendung Unser Team für Berlin mit Simone Panteleit, welche 2018 mit dem Deutschen Radiopreis in der Kategorie Beste Morgensendung ausgezeichnet wurde.
Von Januar 2021 bis März 2023 war Perduss Programmdirektor der beiden privaten Radiosender Antenne Thüringen und radio top 40.
Seit 2021 ist er als Verbraucherjournalist bei RTL Deutschland tätig. Als Verbraucherexperte ist Perduss dort unter anderem beim Berliner Radiosender 105.5 Spreeradio zu hören und regelmäßig bei den Fernsehsendern RTL und n-tv zu sehen. Seit April 2022 hat er seinen eigenen Podcast machen oder lassen.
Seit Oktober 2022 moderiert Perduss das Verbrauchermagazin n-tv Service beim Fernsehsender n-tv.

## Veröffentlichungen
- Abzocke. Wie Sie im Alltag getäuscht werden. Südwest, München 2023, ISBN 978-3-517-10183-5.